# Alt-J
alt-J는 영국의 인디 록 밴드이다.